# Ценнер, Карл
Карл Петер Ценнер (нем. Carl Peter Zenner, 11 июня 1899 Оберлимберг, Валлерфанген, Германская империя — 16 июня 1969, Андернах, Рейнланд-Пфальц, ФРГ) — бригадефюрер СС, руководитель полиции и СС в Белоруссии, генерал-майор полиции.

## Биография
Карл Ценнер родился 11 июня 1899 года в семье директора каменоломни Петера Ценнера и его жены Барбары. С 1906 по 1907 год посещал народную школу в Оберлимберге, Броле, а потом гимназию в Андернахе, но обучение закончил досрочно. 20 июня 1917 года поступил на службу в 9-й пеший артиллерийский полк. В Первую мировую войну воевал на Палестинском и  Западном фронтах. С середины января и до конца сентября 1919 года был членом бригады «Северная Литва» в Прибалтике и оттуда на три месяца весной 1919 года был переведён в Гамбург для подавления восстания Союза Спартака. После демобилизации в конце 1919 года изучал в Кёльне народное хозяйство, экономику и организацию предприятий. В декабре 1921 года получил диплом коммерсанта. До конца 1931 года работал в компании Brohltal AG в Бургброле и впоследствии стал начальником отдела. В 1932 году был безработным.
7 августа 1925 года вступил в НСДАП (билет № 13539). С 1928 года был окружным политическим руководителем округа Кобленц-Трир. Кроме того, он занял пост ортсгруппенляйтера в Кобленце и до 1933 года работал партийным оратором от НСДАП. В августе 1926 года был зачислен в ряды СС (№ 176). Во время оккупации Рейнской области в 1927 году был оправдан французским военным судом по обвинению в нарушении общественного порядка, но в Майнце за нацистскую деятельность был приговорён к денежному штрафу. С 1929 по 1933 состоял в крайстаге города Арвайлер и стал заместителем бургомистра Арвайлера.
В 1928 году его кандидатура в прусский ландтаг и рейхстаг была отклонена, но в июле 1932 года Ценнер получил мандат от 21-го избирательного округа, которого лишился в ноябре 1932 года.
После прихода нацистов к власти в марте 1933 года стал членом рейхстага от 21-го избирательного округа. С мая 1937 и до августа 1941 года Ценнер был начальником полиции в Аахене. С 1937 по 1942 год был почётным судьёй от народного суда. 21 июня 1941 года был повышен до бригадефюрера СС, а 26 сентября 1941 года стал генерал-майором полиции. 12 августа 1941 года стал руководителем СС и полиции в Белоруссии со штаб-квартирой в Минске, а также гарнизонным руководителем СС. 21 июля 1942 года он был снят с занимаемой должности, так как Эрих фон дем Бах дал ему слишком мало обязательств по борьбе с партизанским движением. После прибытия в Берлин 21 июля 1942 года стал начальником учётного управления (B II) в главном управлении СС и оставался на этом посту до конца войны. Осенью 1942 года против него было возбуждено расследование по обвинению в «неисполнении обязанностей», которое в декабре 1943 года было прекращено верховным судом СС и полиции.

### После войны
29 мая 1945 года попал во французский плен и помещен в лагерь для интернированных в Балингене. 6 января 1947 года был доставлен в следственный изолятор в Анрате. 12 июня 1947 года британский военный трибунал в Аахене приговорил его к 5 годам заключения и штрафу в 5000 марок за участие в Ноябрьских погромах 1938 года и поджог синагоги в Аахене. 13 июня 1950 года был освобождён и впоследствии стал директором фирмы в Броле. Ценнер потребовал себе назначения персональной пенсии и обратился в органы социальной защиты ФРГ. Рассмотрение заявления и проверка документов послужила основанием для возбуждение уголовного дела. 1 марта 1960 года Ценнер был повторно арестован и помещён в следственный изолятор. 12 июня 1961 года земельный суд Кобленца приговорил Ценнера к 15 годам тюремного заключения. Предметом судебного разбирательства было убийство 6000 еврейских мужчин, женщин и детей из Минского гетто в ноябре 1941 года с целью «освобождения жилой площади для транспорта с евреями из Германии». В 1967 году Ценнер был освобождён по состоянию здоровья. Умер 16 июня 1969 года.